# عز الدين العياشي
عز الدين العياشي (13 فبراير 1945 - 3 يوليو 2022)، هو مُلحن موسيقي تونسي. ويُعتبر من أهم الملحنين التونسيين حيث تم على يديه اكتشاف العديد من الفنانين والمبدعين في مجال الغناء والتلحين في تونس. ساهم عز الدين العياشي في تأسيس أول نقابة حرة للمؤلفين والملحنين في أبريل 2011 والتي تهدف إلى الدفاع عن حقوق الفنانين والملحنين لدى الجهات المعنية وطنيا ودوليا.

## من أعماله
لحن العديد من الأعمال الفنية التي لاتزال خالدة في الذاكرة الوطنية ولعل من أبرزها «يا هوايا» لذكرى و«يا شذاهن» للفنان ثامر عبد الجواد و«أماه يا حزني ويا فرحي» للفنانة سنية مبارك.

## وفاته
توفي يوم الأحد 3 يوليو 2022 عن 77 عاماً بعد معاناة شديدة مع المرض.